# Olle Larsson
Olle Larsson   (Torsö, 21 de juny de 1928 - Trollhättan, 13 de gener de 1960) fou un remer suec que va competir durant les dècades de 1950 i 1960.
El 1956 va prendre part en els Jocs Olímpics d'Estiu de Melbourne, on va disputar dues proves del programa de rem. Formant equip amb Gösta Eriksson, Ivar Aronsson, Evert Gunnarsson i Bertil Göransson guanyà la medalla de plata en la prova de quatre amb timoner, mentre en la prova de vuit amb timoner fou quart.
En el seu palmarès també destaquen dues medalles de plata al Campionat d'Europa de rem de 1955, tres Campionats nòrdics i vuit campionats nacionals. Morí en un accident en un remolcador a Trollhättan el gener de 1960.